# 清华大学生物学馆

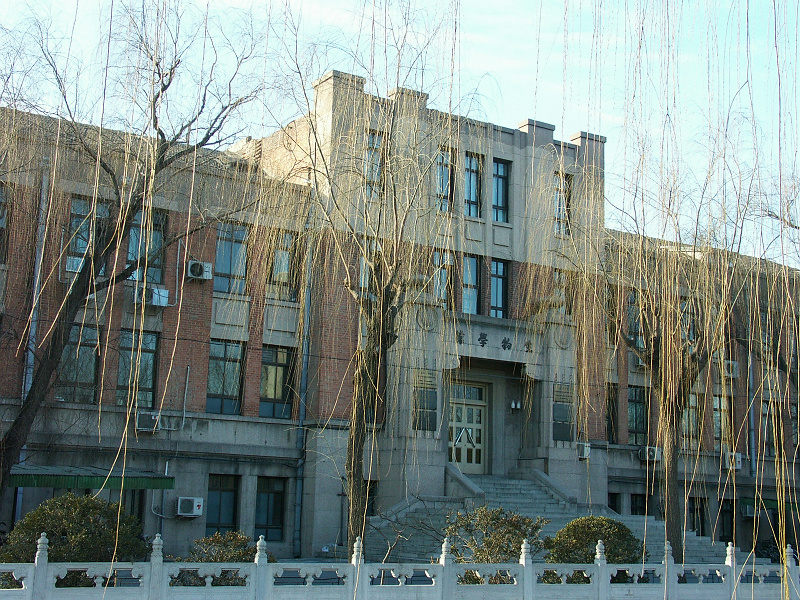
生物学馆

清华大学生物学馆是原清华大学生物学系的系館，建于1929年，由中国建筑师杨廷宝设计，复新公司施工，初建时期曾接受美国洛克菲勒基金会捐款。

## 历史
生物学馆位于清華園西部，理学院区南端，近春园附近。四層樓房，红砖墙面，占地面积约1500平方公尺，建筑面积4221平方米。生物学馆是清華“第三期”建筑，與气象台、明斋、圖書館二期合稱為“新四大建筑”。
1952年，清華院系調整後，清华生物系调出并入北京大学，生物学馆先后为“工农速成中学”、“老干部班”用作校舍。1966年，老校医院迁入，一直1984年，清华大学复建生物系，生物学馆恢復为系馆。
2001年，生物舊館被国务院正式公布为第五批全国重点文物保护单位。2016年被列入為“首批中国20世纪建筑遗产”。